# Estación de Calicasas
Calicasas fue una estación de ferrocarril situada en el municipio español de Albolote, en la provincia de Granada, con funciones de apartadero ferroviario. Actualmente se encuentra desmantelada como estación, aunque puede ser utilizada como apeadero.

## Situación ferroviaria
Las instalaciones se encuentran situadas en el punto kilométrico 42,443 de la línea férrea de ancho ibérico Moreda-Granada, a 647 metros de altitud sobre el nivel del mar. Se situaba entre las estaciones de Deifontes y Albolote. El tramo es de via única y está sin electrificar.

## Instalaciones
La estación formaba parte de la línea Moreda-Granada, que al ser de vía única requería que los trenes se cruzaran en las estaciones situadas a lo largo de la línea. Debe su nombre al municipio de Calicasas, aunque se encuentra muy alejado de este, en el entorno del embalse del Cubillas. La estación fue desmantelada, pero se conserva el edificio de viajeros cerrado y un andén.